# Токуґава Йосімуне
Токуґава Йосімуне (яп. 徳川 吉宗, 27 листопада 1684 — 12 липня 1751) — 8-й сьоґун сьоґунату Едо. Правив у 1716–1745.

## Життєпис

### Даймьо
Старший син Токуґави Міцусади, онука Токуґави Йорінобу (сина Токуґави Іеясу, 1-го сьоґуна сьоґунату Едо). Його батько був представником бічної гілки Кії-Токуґава. При народженні отримав ім'я Йоріката
1697 року стає даймьо невеличкого володіння Сабае. 1705 року після раптової смерті батька та двох старших братів отримує Кії-хан. Тоді ж змінив ім'я на Йосімуне. До 1716 року провів низкуреформ — налагодив управлінням ханом, поліпшив його фінансове становище, навів суворий порядок, скоротив штат дрібних чиновників на 18 осіб, а решті урізав утримання. Йосімуне вжив заходів щодо виправлення справ в селі та поліпшення іригаційних систем, за що заслужив прізвисько «освіченого володаря» (мейкуна).

### Сьоґун
У 1716 році після смерті родича — сьогуна Токуґава Ієцуґу — стає новим володарем Японії. В цей час країна перебувала ускладному економічному становищі, що потребувало всебічного поліпшення. З самого першого року розпочав реформи, звільнивши консерватора Арай Хакусекі. Реформи сьогуна, що отримали назву Реформи Кьохо, тривали до 1736 року. Було видано наказ против розкошів та надзвичайних видатків сьогуну та знаті, проведено девальвацію грошей. 1732 року бакуфу вимушено було скасувати борги своїх прямих васалів (хатамото).
За правління Йосімуне відбулося посилення владних структур сьогунату. Використовуючи свій попередній досвід даймьо хану, він намагався набути якомога більших знань в області управління. Він прагнув знати, що відбувалося в різних владних, щоб бути освідомленим щодо  ситуації в країні. Для цього Йосімуне створив групу з 20 самураїв, які переїхали разом з ним в Едо з Кії-хана. Саме їм він доручав збирати відомості про становище у володіннях даймьо, довіряючи лише їхнім повідомленням, а не повідомленням офіційних осіб. Зібрана інформація давала йому можливість вирішувати питання призначення на ту чи іншу посаду, знаходити здібних чиновників, що заслуговували б на довіру. Токуґава Йосімуне зміг послабити суперництво між новим чиновництвом у бакуфу і фудай даймьо, політичні позиції яких дещо похитнулися. Скасував посаду особистого секретаря при сьогуні, оскільки особи, її займали, фактично ставали фаворитами володарів.
Токуґава Йосімуне прозвали «рисовим сьогуном» за його заходи, спрямовані на збільшення посівів рису і на створення його запасів як у сьогунських, так і в інших володіннях. Так, вживалися заходи щодо обмеження виробництва саке в роки рясних врожаїв, коли ціни на рис падали, з тим щоб не скорочувати запаси на місцях. З тією ж метою проводилися заходи з обмеження підвезення рису в великі міста. Саме при Йосімуне на острові Додзіма (Осака) було відкрито рисову біржу, де визначалися ціни на рис. Бакуфу стежило, щоб між цінами на рис і товари повсякденного попиту не існувало великої різниці, проводило політику стабілізації цін, діючи через об'єднання торговців (кабунакама).
Максимально обмежив зовнішню торгівлю через порт Нагасакі. Було значно полегшено участь міських торговців в освоєнні цілини. Особам, що займали і розвивали пустки, давалися значні податкові пільги. Незважаючи на те, що продавати землю було заборонено, рух землі все одно відбувався. Так з'явилися нові поміщики (сін-дзінусі), які в результаті реформ Токуґава Йосімуне отримали право володіння землею. Таке послаблення відповідало політиці збільшення надходжень до скарбниці у вигляді податків. Цю ж мету переслідували і регулярні переписи населення, початок яким поклав Йосімуне в 1721 році, потім вони стали проводитися кожні 6 років.
Едо перетворилося на величезне місто. Влада стежила за дотриманням порядку і за його санітарним станом. У 1718 році для гасіння пожеж стали залучати городян. У серпні 1720 року в кожному кварталі Едо створили щось на кшталт протипожежних загонів, які відповідали за безпеку. Домовласників теж зобов'язали вживати протипожежних заходів. У грудні 1722 року в столиці сьогунату було побудовано лікарню Коїсікава, в якій бідних і самотніх людей лікували безкоштовно.
У трьох великих містах Японії (Едо, Осака, Кіото) тричі на тиждень 1721 року встановлювалися спеціальні скриньки (меясу-бако) перед судовим відомством для отримання скарг простолюдинів. Ключ зберігався у сьогуна, лише він мав право розкривати ці скриньки. Тому суворо стежили, щоб вони не пропали по дорозі, з особливою охороною доставляли скриньку з Едо. На читання паперів з них Токуґава Йосімуне витрачав кілька годин на день.
Пом'ягчив контроль над ввезенням до Японії іноземних книг, окрім християнських релігійних творів. У країні стали розповсюджуватися західноєвропейські наукові трактати, що їх було переведено китайською мовою. У 1722 році було опубліковано накази, що стосувалися видавничих справ, які були першим кроком у справі охорони авторських прав. Була введена сувора цензура на відкритий еротизм і натуралізм в описі сцен і деталей побуту борделів.
У 1742—1743 роках під орудою Йосімуне було укладено судовий кодекс для простолюдинів «Кодзіката осадаме ґакі» (створено під впливом подібних кодексів китайських династій Мін і Цін). Складався з карних законів (гіммі-судзі) і цивільних (дейрі-судзі). Завдяки цьому було зміцнено судові функції бакуфу, яке змогло втручатися усудові справи, які проводили даймьо, хатамото, придворні імператорського двору, релігійні установи у своїх володіннях.
У 1745 році Токуґава Йосімуне зрікся влади на користь старшого сина Токуґава Ієсіґе, але до своєї смерті у 1751 році продовжував керувати державою.